# 唇齿龈鼻音
唇齿龈鼻音是一种较为罕见的协同调音辅音，出现在一些口语中。在國際音標中使用⟨n͡m⟩来表示该辅音。巴布亚新几内亚的Yélî Dnye语区分唇齿龈音和唇龈后音。

## 特征
唇齿龈鼻音的特征有：
- 調音方法是閉塞，也就是說通過阻礙空氣在聲腔流動來調音。由於這個輔音也同時是個鼻音，因此被阻塞的氣流會從鼻逸出。

调音部位是双唇与齿龈。即碰击双唇，并同时用舌头前部与齿龈接触以调音。后者会比前者稍稍早一些出现，但是它们的大部分时间都是重叠的。
- 發聲類型是濁音，意味着發音時聲帶顫動。

- 本輔音是鼻音，調音時空氣會從鼻逸出。

- 本輔音為中央輔音，調音時氣流在口腔的中央流過舌面，而不從兩側流過。
- 氣流機制是肺部氣流，即由肺與橫膈膜驱动空气。

## 见于
| 国际音标 | 意义 | 注释 |
| -------- | ---- | ---- |
| n͡md͡boo   | 果肉 |      |
| n̠͡md̠͡boo   | 多   |      |
| n͡mo      | 鸟   |      |
| n̠͡mo      | 我们 |      |